# Johnny Hazard
Johnny Hazard (conocido en ocasiones en España como Juan el Intrépido o Juan Furia) fue una tira de prensa de aventuras desarrollada por Frank Robbins desde 1944 a 1977 para King Features Syndicate. Las tiras diarias y dominicales presentaban argumentos independientes.

## Trayectoria
Tras haber trabajado en publicidad, Robbins se encargó de la tira diaria Scorchy Smith de Noel Sickles desde 1939, añadiendo también una dominical en 1940. King Features le pidió luego que hiciese lo propio con Secret Agent X-9, pero en vez de ello creó un cómic de aviación, Johnny Hazard, el cual se lanzó el lunes 5 de junio de 1944, un día antes del desembarco de Normandía. Mientras trabajaba en la tira durante los años cuarenta, Robbins aportó ilustraciones a Life, Look, The Saturday Evening Post y otras revistas. 
Un comic book fue publicado por Standard desde agosto de 1948 hasta mayo de 1949. 
La obra ha sido reimpresa, además, en multitud de países. En Estados Unidos, los dominicales han sido reeditados por the Pacific Comics Club, Pioneer Comics y Dragon Lady Press. En Argentina apareció en la revista El Tony, mientras que en España se ha publicado de forma muy dispersa:
- En los años 50, en revistas como Aguilucho y, por parte de Editorial De Haro, su propia colección de cuadernos.
- Durante los años 60 por editorial Dolar en su colección Héroes modernos y novelas gráficas serie amarilla.
- En los setenta, por Buru Lan y Maisal.
- Norma Editorial en el 84, con sus primeras aventuras de 1944.
- Eseuve en los noventa.
- Dolmen Ediciones en 2017.

Robbins dejó de dibujar Johnny Hazard en 1977 y se retiró a México para dedicarse a la pintura a tiempo completo.